# Vespadelus darlingtoni
Vespadelus darlingtoni é uma espécie de morcego da família Vespertilionidae. Endêmica da Austrália.